# Dondinho
Dondinho, właśc. João Ramos do Nascimento (ur. 2 października 1917 w Campos Gerais, zm. 16 listopada 1996 w São Paulo) – brazylijski piłkarz grający na pozycji napastnika. Ojciec legendarnego Pelégo. W czasie swojej kariery Dondinho grał dla kilku klubów, m.in. Atlético Mineiro i Fluminense FC.